# (529780) 2010 MQ116
(529780) 2010 MQ116 est un objet transneptunien en résonance 3:5 avec Neptune d'un diamètre estimé à 360 km, ce qui le qualifie comme un candidat au statut de planète naine.